# Еда Ердем
Еда Ердем Дюндар (Eda Erdem Dündar  [ˈeda ˈæɾdæm 'dynˈdaɾ]; 22 червня 1987) — турецька волейболістка, центральний блокуючий. Капітан національної збірної і клубу «Фенербахче». Чемпіонка Європи, переможець Ліги націй, Ліги чемпіонів ЄКВ і клубного чемпіонату світу. Учасниця трьох Олімпіад.

## Із біографії
Волейболом займалася в юнацькій команді «Бешикташа». В основному складі клубу відіграла чотири сезони. У 2008 році перейшла до «Фенербахче». У складі стамбульського клубу вигравала Лігу чемпіонів ЄКВ, клубний чемпіонат світу і сім разів — першість Туреччини.
Кольори національної збірної захищає з 2005 року. Учасниця трьох літніх Олімпіад (2012, 2020, 2024) і чотирьох чемпіонатів світу (2006, 2010, 2018, 2022). Володарка золотих медалей розіграшу Ліги націй і чемпіонату Європи 2023 року.

## Досягнення
- Ліга націй

 Перше місце (1): 2023
 Третє місце (1): 2021
- Світове гран-прі

 Третє місце (1): 2012
- Чемпіонат Європи

 Перше місце (1): 2023
 Друге місце (1): 2019
 Третє місце (3): 2011, 2017, 2021
- Європейська ліга

 Друге місце (1): 2009, 2011
 Третє місце (1): 2010
- Ліга чемпіонів ЄКВ

 Перше місце (1): 2012
 Друге місце (1): 2010

 Третє місце (2): 2011, 2024
- Клубний чемпіонат світу

 Перше місце (1): 2010
 Третє місце (1): 2012
- Кубок Європейської конфедерації волейболу

 Перше місце (1): 2014
 Друге місце (1): 2013
 Третє місце (1): 2009
- Чемпіонат Туреччини

 Перше місце (7): 2009, 2010, 2011, 2015, 2017, 2023, 2024
 Друге місце (3): 2014, 2021, 2022
- Кубок Туреччини

 Перше місце (4): 2010, 2015, 2017, 2024
 Друге місце (5): 2009, 2014, 2019, 2022, 2023
- Суперкубок Туреччини

 Перше місце (4): 20009, 2010, 2015, 2022

## Статистика
Статистика на літніх Олімпійських іграх:
| Рік    | Турнір           | Ігри | Сети | Очки | Ср.  | Місце | Примітки |
| ------ | ---------------- | ---- | ---- | ---- | ---- | ----- | -------- |
| 2012   | Олімпійські ігри | 3    | 10   | 24   | 2,4  | 9-10  |          |
| 2020   | Олімпійські ігри | 6    | 25   | 72   | 2,88 | 5-8   |          |
| 2024   | Олімпійські ігри |      |      |      | ,    |       |          |
| Всього | Всього           | 9    | 35   | 96   | 2,74 |       |          |